# Riskvärdering
Riskvärdering sker genom att ett potentiellt hälsofarligt ämne genomgår en tvåstegsprocess bestående av riskbedömning och riskhantering. Den första delen, riskbedömningen, uppfattas som en värderingsfri undersökning av fakta, som resulterar i en objektiv bedömning av ett ämnes farlighet. I riskvärderingens andra del, riskhanteringen, beslutas det vilka förhållningsregler som bör gälla för den möjliga riskfaktorn.
Det är en traditionell uppfattning att först i den andra delen av riskvärderingen tillförs det någon form av moraliska värderingar. Denna uppfattning om riskbedömning som helt värdefri, och riskhanteringen som det enda element i processen som tillför värderingar, är dock inte helt obestridd. Det kan argumenteras för att såväl den vetenskapliga forskningen, som levererar faktaunderlaget för riskvärderingar, som de metoder som används till själva riskbedömningarna är värdeladdade.